# Njajs
Il Njajs (in russo Няйс?) è un fiume della Russia siberiana occidentale, affluente di sinistra della Severnaja Sos'va (bacino idrografico dell'Ob'). Scorre nel Berëzovskij rajon del Circondario autonomo degli Chanty-Mansi-Jugra.
Il fiume proviene dalle pendici orientali della catena Man'chambo ai piedi del monte Chomsensori; scorre in direzione prevalentemente sud-orientale. Sfocia nella Severnaja Sos'va a 658 km dalla foce. La lunghezza del fiume è di 170 km, il bacino imbrifero è di 3 610 km². Il maggior affluente è il fiume Ioutyn'ja (lungo 70 km) proveniente dalla destra idrografica.